# Jeff Ward
Jeff Ward, né le 22 juin 1961 à Glasgow en Écosse, est un pilote américain de supercross, de motocross et un pilote automobile.

## Biographie
Jeff Ward commence la moto sur une machine fabriquée par son père et équipée d'un moteur de tondeuse à gazon. Il apparait en 1971, dans une longue séance de "wheeling" dans le film On Any Sunday (Challenge One en français), réalisé par Bruce Brown. Plus tard, dans les années 1970, Jeff Ward deviendra l'un des 1ers pilotes professionnels, en catégorie "kids", au guidon d'une Honda XR. 
En 1984, il remporte son premier titre en championnat AMA en gagnant le championnat AMA 125 cm3. L'année suivante, il remporte le titre dans la catégorie supérieure, en 250 cm3. Cette même année le voit également remporter également le titre AMA en supercross contre Broc Glover (Yamaha), de laquelle il sortira vainqueur sur "tapis vert". En 1987, il remporte son second titre supercross avant de remporter son second titre motocross la saison suivante. Sa victoire lors du championnat AMA de motocross 500 cm3 le voit devenir, le premier pilote à détenir les trois principaux titres du championnat AMA (en SX et en 250 et 500 cm3, en MX), ainsi que "Mr 875 cm3", car victorieux des 3 classes de cylindrées, 125, 250 et 500 cm3, en MX. La saison suivante, il remporte son second titre de motocross 500 cm3, son septième titre AMA.
Il remporte également à sept reprises le motocross des nations, événement annuel qui voit s'affronter les pilotes évoluant sur le circuit AMA et les pilotes évoluant sur le championnat du monde de motocross dans une compétition disputées par équipes nationales de trois pilotes. Il met un terme à sa carrière de pilote professionnel, en tout-terrain, en 1992.
Après sa carrière en moto, il s'oriente vers le sport automobile. En 1997, sa troisième place aux 500 miles d'Indianapolis lui octroie le titre de « rookie of the year », (débutant de l'année). Il termine cette saison à la trentième place du Indy Racing League. Dans la compétition mythique du sport automobile américain, les 500 miles d'Indianapolis, il obtient son meilleur résultat, deuxième, lors de l'édition de 1999. Il obtient également une quatrième place en 2000 et une neuvième en 2002. Sa meilleure saison en « Indy Racing League » se situe en 1998, année où il termine à la sixième place. Il se lance ensuite dans une carrière en catégorie Supermoto (supermotard) au guidon d'une Honda 450 CRF, qui le voit remporter différents titres, notamment aux X-Games.
Jeffa Ward a réalisé toute sa carrière professionnelle, dans la catégorie Elite, en SX et MX, au sein d'une même marque, Kawasaki. De même il est resté fidèle à ses équipementiers casque (Shoei), habits (Sinisalo) et lunettes (Oakley), pendant plus de 10 ans.

## Palmarès

### Palmarès moto
- 1984 : Championnat de motocross AMA 125 cm3.
- 1985 : Championnat de motocross AMA national 250 cm3,  Championnat AMA de Supercross.
- 1987 : Championnat AMA de Supercross.
- 1988 : Championnat de motocross AMA national 250 cm3.
- 1989 : Championnat de motocross AMA 500 cm3.
- 1990 : Championnat de motocross AMA 500 cm3.
- 2004 : Championnat de AMA Supermoto.
- 2006 : Vainqueur du Supermoto des X Games.
- 2006 : Championnat de AMA Supermoto.
- 2008 : Vainqueur du Supermoto des X Games.